# Myrmeconema neotropicum

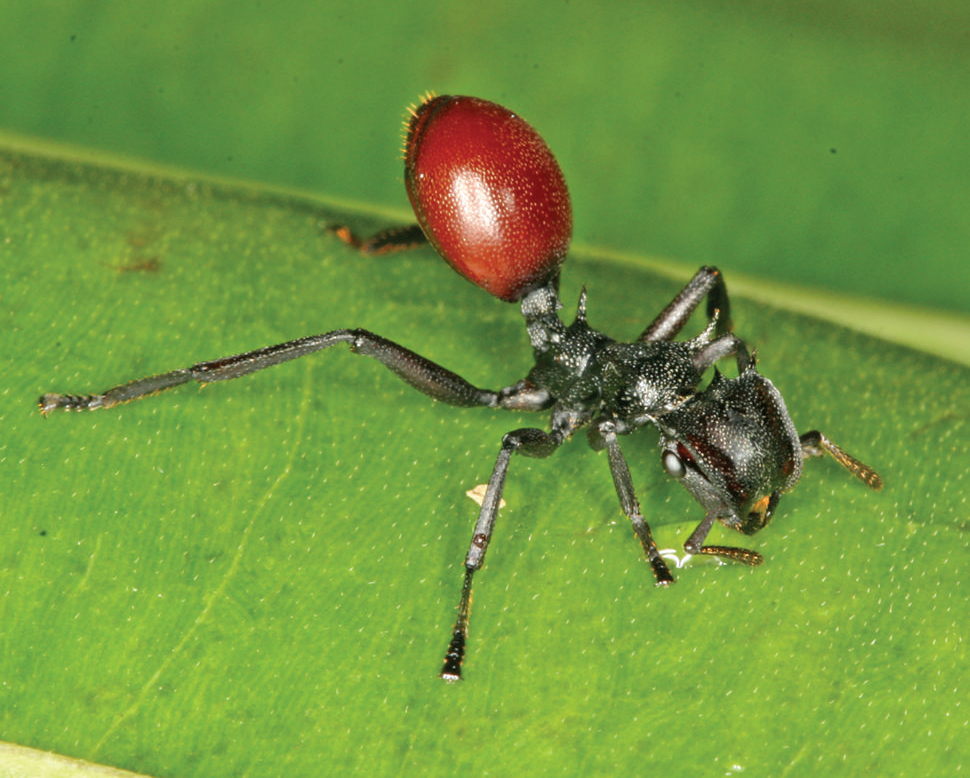
Cephalotes atratus infikován Myrmeconema neotropicum

Myrmeconema neotropicum je parazitický zástupce kmene hlístic (Nematoda). Jeho mezihostitelem jsou tropičtí mravenci druhu Cephalotes atratus, kteří po napadení tímto parazitem změní zbarvení svého zadečku. Připomínají tak plody ovoce a je součástí strategie parazita. Nakažení mravenci se tak stávají neodolatelnou kořistí pro definitivní hostitele – ptáky.

## Charakteristika
Myrmeconema neotropicum patří do kmene hlístic, jejich tělo je proto válcovité, nesegmentované a kryté kutikulou s ochrannou a opornou funkcí. Pohlavní orgány jsou trubicovitého tvaru u obou pohlaví a se spikuly u samců. Pro Myrmeconema neotropicana je charakteristický pohlavní dimorfismus. Samička je může dosahovat délky až 1 mm, zatímco samec měří většinou kolem 700 μm.

## Životní cyklus
Tento parazit se do mezihostitele, mravence Cephalotes aratus, dostává následujícím způsobem. Jeho vajíčka se nachází v trusu infikovaného ptačího jedince, jelikož se z těla dostávají trávicím traktem. V ptačím trusu jsou obsaženy různé živiny benefiční pro mravence a tak není komplikované se pro Myrmeconema neotropicum dostat do těla mezihostitele.
Následně prochází trávicím traktem mravence a vyvíjí se v mravenčím zadečku, kde jedinci dorůstají svých maximálních délek. Dochází ke zvětšení a zakulacení zadečku Cephalotes atratus a také k charakteristickému zbarvení. Podle toho jak dlouho a kolik vajíček je v mezihostiteli, tím je zadeček tmavší.
Infikovaný mravenec se odlišně chová. Vlivem Myrmeconema neotropicum se jedinec pohybuje se zdviženým zadečkem a obecně se více vystavuje nad zemí. To zvyšuje pravděpodobnost pozření definitivním hostitelem.
Po pozření infikovaného mravence projde parazit trávicím traktem ptáka a po vyloučení se dostane v trusu zpět na zem. Mravenčí dělnice poté trus sbírají a krmí jím larvy, ve kterých dochází k opětovné reprodukci.

## Výskyt
Jedná se o tropického parazita, jeho stanovištěm jsou tedy tropické lesy. Geograficky patří do Jižní Ameriky, konkrétně do oblasti Panamy, Brazílie, Kostariky nebo Kolumbie.

## Cephalotes atratus
Hostitele Myrmeconema neotropicum představuje tento druh stromového mravence. Je charakteristický nepravidelným tvarem své hlavy a někteří jsou vybaveni i ostny. Jejich adaptací na stromový život jsou mohutná kusadla, díky kterým si jsou schopni poradit si se dřevem a postavit si rozsáhlé dutiny uvnitř stromů.